# Joan Baptista Desbach i Martorell
Joan Baptista Desbach i Martorell (Pollença, 6 d'abril de 1617 — La Seu d'Urgell, 26 d'agost de 1688) va ser un religiós mallorquí, va ser bisbe d'Urgell i copríncep d'Andorra.
Va néixer a vila de Pollença el dia 6 d'abril de 1617, fill de Carles Desbach i Francesca Martorell, ambdós d'il·lustre llinatge. Va estudiar dret civil i canònic a Palma. Després va esdevenir canonge degà de la catedral de Mallorca, en l'exercici d'aquest càrrec va ser inquisidor fiscal del regne de Mallorca entre 1675 i 1682. Aquest any va ser nomenat bisbe d'Urgell el 16 de febrer de 1682, sent ordenat el 4 d'octubre per l'arquebisbe de Tarragona Josep Sanxis i Ferrandis, esdevenint així mateix copríncep d'Andorra. Va reunir un sínode diocesà per reforma l'església urgellenca i millorar els seus costums. Va escriure diverses cartes pastorals, una d'elles el 1683 des de Guissona dirigida al clergat i poble del bisbat; una altra va anar dirigida als rectors de les parròquies amb relació a un text de Sant Pau a Timoteu d'Efes. Va morir a la Seu d'Urgell el 26 d'agost de 1688. Va llegar els béns que posseïa a Mallorca, que eren nombrosos, als pobres de l'illa i va nomenar-ne administrador al capítol catedralici mallorquí, que els va vendre el 1795.